# Regiment Huzaren Prins van Oranje

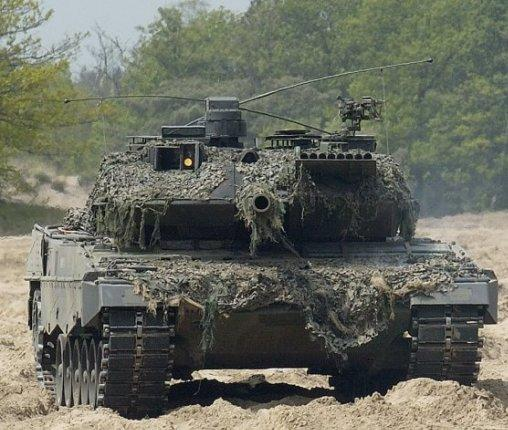
De Leopard2 A6 was het hoofdwapen van 42 Tankbat RHPO

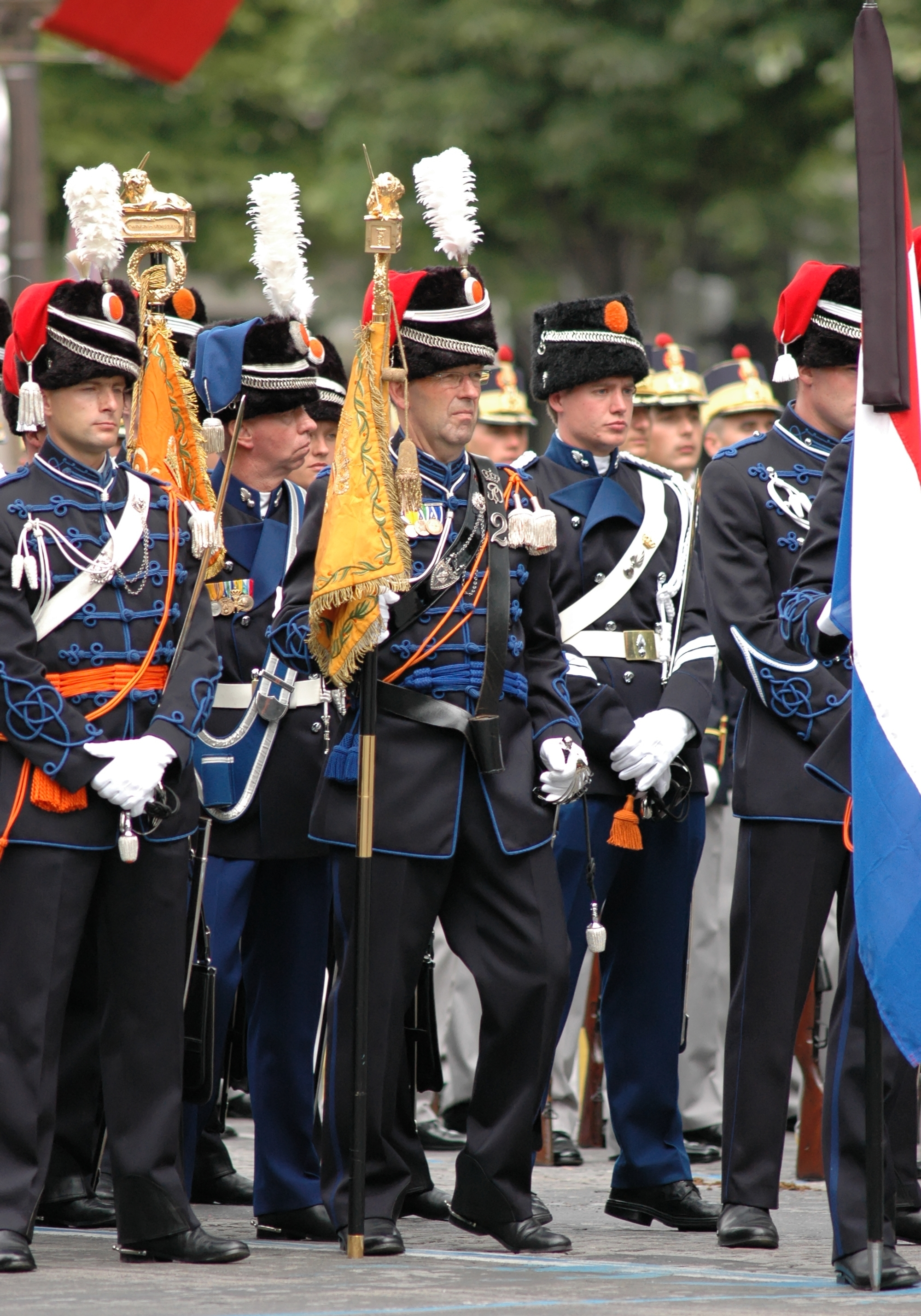
Huzaren Prins van Oranje (eerste rij) tijdens een parade op de Champs-Élysées in Parijs

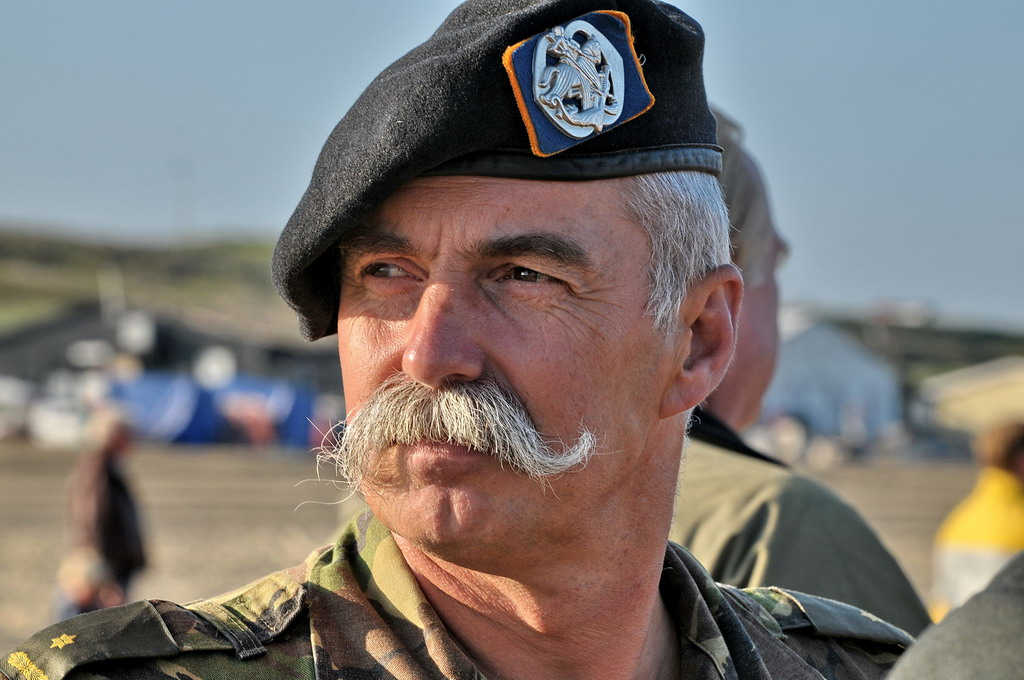
Majoor van het Regiment Huzaren Prins van Oranje

Het Regiment Huzaren Prins van Oranje (RHPO) was een Nederlands cavalerie-regiment dat als een moderne gevechtseenheid geheel was geïntegreerd in 42 Tankbataljon te Havelte.

## Geschiedenis
Het huidige RHPO was de voortzetting van het voormalige 2e Regiment Huzaren, dat onder meer was gelegerd in Venlo (Minderbroederkazerne) en Breda (Trip van Zoudtlandtkazerne). 
Tijdens de Tweede Wereldoorlog bood het 2e Regiment in de meidagen van 1940 in Noord-Brabant en de Bommelerwaard tegenstand tegen de Duitse overmacht. Na de capitulatie 
op 14 mei werd het regiment in juni 1940, net als alle Nederlandse eenheden, ontbonden.
In 1979 werd het regiment heropgericht als 'Regiment Huzaren Prins van Oranje'. De naam van het Regiment Huzaren Prins van Oranje verwijst niet naar een specifieke prins, maar naar de (erf)titel Prins van Oranje die door de eeuwen heen door vele prinsen gedragen is.
Tot het regiment behoorde het in 1975 paraat gestelde 59 Tankbataljon in ’t Harde, waar het regiment een jaar later van koningin Juliana zijn nieuwe standaard kreeg uitgereikt. Het devies van 59 Tankbataljon luidde: Animum Fortuna Sequitur (succes volgt ná inzet). 59 Tankbataljon werd in het kader van bezuinigingsoperaties eind 1993 opgeheven.
Als wapensystemen dienden in deze periode achtereenvolgens de volgende typen tanks:
- Centurion Mk5/2 105mm RMG
- Leopard 1V
- Leopard 2 A4

In 1991 werd 42 Tankbataljon, gelegerd te Havelte, paraat gesteld en ingedeeld bij het RHPO. Het bataljon werd uitgerust met achtereenvolgens de Leopard 2A4, A5 en A6.
Vanwege de snel opeenvolgende reorganisaties in de krijgsmacht maakte 42 Tankbataljon hierna in korte tijd achtereenvolgens deel uit van de 43e Pantserinfanterie Brigade en 41e Lichte Brigade, waarna de uiteindelijke integratie als 42 Tankbataljon in 43 Gemechaniseerde Brigade volgde. 42 Tankbataljon werd in 2011 wegens bezuinigingen opgeheven.
Het RHPO werd op 16 september 2012 te Den Haag niet opgeheven maar ontbonden, waarna het Regiment Huzaren van Boreel (RHB) de traditie bewaarde.

## Inzet
Vanaf 1992 werd personeel van 42 Tankbataljon RHPO ingezet. In 1996 nam het A-Eskadron deel aan IFOR. In 1997 nam 42 Tankbataljon RHPO als complete eenheid deel aan de Stabilization Force (SFOR 2) in Bosnië-Herzegovina als 42 NL Mechbat RHPO. De bataljonsstaf was gelegerd in Sisava en het B-Eskadron in Novi Travnik. In 1999 werden twee tankpelotons geplaatst onder de 11e Luchtmobiele Brigade, dat deelnam aan de vredesmissie Stabilization Force (SFOR 6). Een peloton van het B Eskadron (1e peloton) werd gestationeerd in Novi Travnik. Een peloton van het A-Eskadron werd gestationeerd in Knezevo. In 2002 diende 42 tankbataljon als moedereenheid van 42 (NL) Mechbat SFOR12. Dit bestond uit het A-eskadron met 1 tankpeloton, 1 infanteriepeloton van het 44e pantserinfanteriebataljon Johan Willem Friso, een Bulgaars gemechaniseerd infanteriepeloton en het stafpeloton. Samen vormden deze het B-team en waren gelegerd op Dutchbase Bugojno. Daar lag ook de bataljonstaf, aangevuld met logistieke elementen van het National Support Element. Verder leverde het A-eskadron een tankpeloton voor het in Novi Travnik gelegerde A-team, dat op teamniveau werd geleid door 43 Brigade Verkennings Eskadron. Dit was tevens de laatste uitzending met tanks voor het bataljon. In Afghanistan werd alleen personeel van het bataljon ingedeeld bij onder andere de Provinciale Reconstructie Teams, de Operationele Mentor Liaison Teams en bij de International Security Assistance Force-battlegroup.

## Opheffing
Op 8 april 2011 werd besloten om alle overgebleven Leopard 2A6-tanks, 82 exemplaren in totaal, af te schaffen vanwege de bezuinigingen bij het Ministerie van Defensie. Vanaf dat moment heeft Nederland een krijgsmacht zonder tanks.
Met het ‘opleggen van de standaard’ werd op zondag 16 september 2012 in Den Haag het Regiment Huzaren Prins van Oranje ontbonden, als gevolg van het afscheid van de tank als zwaarste manoeuvremiddel en het opheffen van 42 tankbataljon als gevolg van de bezuinigingen bij Defensie. De tradities van het cavalerieregiment werden belegd bij het regiment Huzaren van Boreel. Dit regiment kreeg dan ook de verantwoordelijkheid voor het bewaren van de tradities van het al eerder ontbonden regiment Huzaren Prins Alexander. Zo draagt ook bij de ontbonden regimenten een actief dienende commandant zorg voor gewonden, nabestaanden en veteranen. Vanuit de traditiehandhaving blijven de faciliteiten voor traditiehandhaving, reünies en herdenkingen voor de ontbonden regimenten van kracht.